# Magyarország a 2021-es junior atlétikai világbajnokságon
Magyarország a kenyai Nairobiban megrendezett 2021-es junior atlétikai világbajnokság egyik részt vevő nemzete volt, 17 sportolóval képviseltette magát.

## Érmesek
| Érem      | Versenyző     | Versenyszám | Dátum         |
| --------- | ------------- | ----------- | ------------- |
| Bronzérem | Tóth Anna     | 100 m gát   | augusztus 21. |
| Bronzérem | Szűcs Szabina | Hétpróba    | augusztus 19. |

## Eredmények

### Férfi
| Versenyző         | Versenyszám | Előfutam | Előfutam | Előfutam | Elődöntő | Elődöntő | Elődöntő | Döntő   | Döntő    |
| Versenyző         | Versenyszám | Idő      | Hely.    | Össz.    | Idő      | Hely.    | Össz.    | Idő     | Helyezés |
| ----------------- | ----------- | -------- | -------- | -------- | -------- | -------- | -------- | ------- | -------- |
| Illovszky Dominik | 100 m       | 10,51    | 2.       | 10.      | 10,51    | 5.       | 14.      | kiesett | kiesett  |
| Almási Olivér     | 110 m gát   | 13,82    | 3.       | 15.      | 14,23    | 8.       | 13.      | kiesett | kiesett  |
| Nagy Richárd      | 110 m gát   | 14,27    | 7.       | 25.      | kiesett  | kiesett  | kiesett  | kiesett | kiesett  |
| Bánóczy Árpád     | 400 m gát   | 52,79    | 5.       | 15.      | 53,47    | 7.       | 19.      | kiesett | kiesett  |

| Versenyző             | Versenyszám   | Selejtező               | Selejtező               | Selejtező               | Döntő    | Döntő    |
| Versenyző             | Versenyszám   | Eredmény                | Hely.                   | Össz.                   | Eredmény | Helyezés |
| --------------------- | ------------- | ----------------------- | ----------------------- | ----------------------- | -------- | -------- |
| Hodossy-Takács Sámuel | Magasugrás    |                         |                         |                         | 2,00 m   | 13.      |
| Nagy Marcell          | Rúdugrás      |                         |                         |                         | 4,85 m   | 8.       |
| Horváth Márk          | Súlylökés     | 18,02 m                 | 5.                      | 10.                     | 17,32 m  | 11.      |
| Strigencz Zalán       | Diszkoszvetés | nincs érvényes kísérlet | nincs érvényes kísérlet | nincs érvényes kísérlet | kiesett  | kiesett  |
| Katavics Balázs       | Kalapácsvetés | 64,06 m                 | 9.                      | 19.                     | kiesett  | kiesett  |

### Női
| Versenyző          | Versenyszám     | Előfutam | Előfutam | Előfutam | Elődöntő | Elődöntő | Elődöntő | Döntő    | Döntő     |
| Versenyző          | Versenyszám     | Idő      | Hely.    | Össz.    | Idő      | Hely.    | Össz.    | Idő      | Helyezés  |
| ------------------ | --------------- | -------- | -------- | -------- | -------- | -------- | -------- | -------- | --------- |
| K. Szabó Gabriella | 800 m           | 2:09,39  | 3.       | 11.      | 2:08,05  | 6.       | 10.      | kiesett  | kiesett   |
| Urbán Zita         | 800 m           | 2:07,39  | 2.       | 3.       | 2:08,46  | 5.       | 11.      | kiesett  | kiesett   |
| Urbán Zita         | 1500 m          |          |          |          |          |          |          | 4:35,51  | 12.       |
| Tóth Anna          | 100 m gát       | 13,67    | 2.       | 8.       | 13,46    | 3.       | 6.       | 13,58    | Bronzérem |
| Varga Gréta        | 3000 m akadály  |          |          |          |          |          |          | 10:48,34 | 5.        |
| Spiller Tiziana    | 10 km gyaloglás |          |          |          |          |          |          | 50:05,10 | 12.       |
| Zahorán Petra      | 10 km gyaloglás |          |          |          |          |          |          | 51:44,43 | 16.       |

| Versenyző         | Versenyszám | Selejtező | Selejtező | Selejtező | Döntő    | Döntő    |
| Versenyző         | Versenyszám | Eredmény  | Hely.     | Össz.     | Eredmény | Helyezés |
| ----------------- | ----------- | --------- | --------- | --------- | -------- | -------- |
| Garamvölgyi Petra | Rúdugrás    |           |           |           | 4,05 m   | 5.       |

| Versenyző     | Versenyszám | 100 m gát | Magasugrás | Súlylökés | 200 m | Távolugrás | Gerelyhajítás | 800 m   | Végeredmény | Végeredmény |
| Versenyző     | Versenyszám | Idő       | Eredmény   | Eredmény  | Idő   | Eredmény   | Eredmény      | Idő     | Pont        | Helyezés    |
| ------------- | ----------- | --------- | ---------- | --------- | ----- | ---------- | ------------- | ------- | ----------- | ----------- |
| Szűcs Szabina | Hétpróba    | 14,61     | 1,72 m     | 11,45 m   | 25,33 | 6,04 m     | 43,05 m       | 2:19,48 | 5674        | Bronzérem   |